# François Favre (1819-1892)
Pour les articles homonymes, voir François Favre et Favre.
François Favre, né le 9 octobre 1819 à Lyon et mort le 24 décembre 1892 à Paris, est un journaliste, homme politique puis bibliothécaire français.

## Biographie
Né à Lyon le 9 octobre 1809, Jean-François Favre est le fils de Joséphine Glénard et de Claude Favre (vers 1780-1872), un marchand de vin établi au no 32 du quai Saint-Vincent. François est le frère aîné de Louis Favre (1824-1914), qui sera le secrétaire de l'ex-chancelier Pasquier puis le chef de cabinet du président du Sénat, Gaston d'Audiffret-Pasquier, avant de devenir archiviste à la chambre haute.
Employé dans l'administration des hospices de Paris depuis 1845, François Favre démissionne au lendemain de la Révolution de 1848 afin de se consacrer au journalisme républicain. Il devient ainsi rédacteur au Peuple de Proudhon. L'un de ses articles, publié le 25 août 1850, exprime des idées violemment révolutionnaires et anticléricales, ce qui lui vaut d'être condamné à trois ans de réclusion et 6000 francs d'amende, peine réduite en appel à quinze mois de prison et 3000 francs d'amende. Réfugié en Belgique, il écrit pour le journal La Nation.
De retour en France en 1854, Favre collabore à la Revue de Paris puis, en 1858, fonde le Monde maçonnique avec Louis Ulbach. Il écrit aussi pour l’Avenir national, la Réforme littéraire, la Morale indépendante ainsi que plusieurs feuilles de province telles que le Phare de la Loire et le Progrès de la Somme. Entré au Réveil dès sa fondation, en 1868, il en devient l'un des principaux rédacteurs.
Après la proclamation de la République (4 septembre 1870), Favre est nommé maire du 17e arrondissement de Paris par Étienne Arago. Reconduit à cette fonction dès le premier tour des élections municipales du mois de novembre, il est en revanche contesté par les communards après le soulèvement du 18 mars 1871. Par conséquent, Favre annonce sa démission à la fin du mois . Pour autant, il n'inspire pas confiance à Thiers, qui le remplace à la mi-juin par l'ancien notaire Vincent Blanché de Pauniat.
Favre est candidat à un mandat de député à l'occasion du scrutin complémentaire du 2 juillet, mais son nom est finalement écarté de la liste établie par le comité républicain de la rue Turbigo. Loyal, Favre se désiste tout en annonçant son intention de concourir aux élections municipales du 23 juillet. Candidat dans le quartier des Batignolles, il bénéficie cette fois-ci de l'investiture du comité de la rue Turbigo et du comité républicain du 17e arrondissement. Il n'obtient cependant que 787 voix, loin derrière le candidat de l'Union parisienne de la presse, Lucien Puteaux, qui est élu dès le premier tour par 1 505 suffrages.
Républicain modéré, Favre soutient Joseph Vautrain contre Victor Hugo puis Charles de Rémusat contre Désiré Barodet lors des élections législatives partielles de 1872 et 1873.
Revenu au journalisme après son échec électoral de 1871, Favre entre le 1er mai 1872 au XIXe siècle d'Edmond About et collabore au Bien public jusqu'en 1876 ainsi qu'à la Nation souveraine et à la Presse. Il écrit également des articles sur la céramique et les arts décoratifs dans la Gazette des architectes et l’Encyclopédie d'architecture, qu'il signe de son nom ou du pseudonyme de G. Frantz.
En mai 1879, il est attaché au ministère du Commerce en tant que commissaire du gouvernement auprès des compagnies industrielles. Le 31 décembre 1880, il obtient un poste de bibliothécaire au Conservatoire des arts et métiers qu'il occupera jusqu'à la fin de sa vie.
Malade du cœur, il meurt le 24 décembre 1892 en son domicile du no 292 de la rue Saint-Martin.

## Œuvres
- Hautes œuvres de Louis Bonaparte, Bruxelles, 1852.
- Bonnes paroles d'un proscrit français à ses concitoyens, Bruxelles, 1852, 31 p.
- Documents maçonniques, Paris, Teissier, 1866, 508 p.
- La Politique nouvelle, Paris, Dentu, 1871, 69 p.